# Erhard Cosack

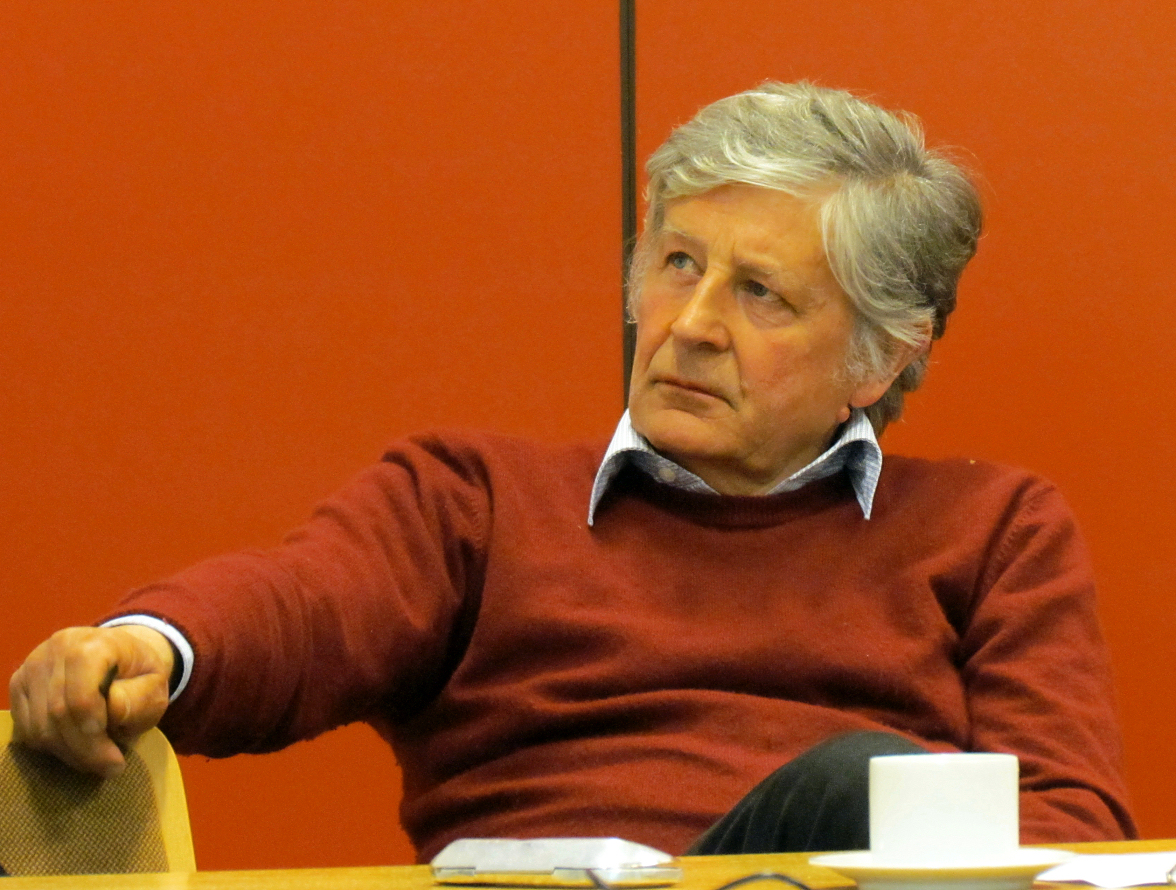
Erhard Cosack, 2014

Erhard Cosack (* 1. März 1941; † 30. März 2022 in Uetze) war ein deutscher Archäologe.

## Leben
Erhard Cosack studierte Ur- und Frühgeschichte an der Universität Göttingen, unter anderem bei Herbert Jankuhn. 1972 promovierte er als erster Doktorand von Klaus Raddatz in Hannover mit einer Arbeit über „Die Fibeln der älteren Römischen Kaiserzeit in der Germania libera“. Von 1971 bis 1974 war Cosack im Projekt Sachsenforschung der Deutschen Forschungsgemeinschaft bei Albert Genrich am Niedersächsischen Landesmuseum Hannover tätig.
Cosacks archäologische Laufbahn begann 1974 als Bezirksarchäologe beim Regierungsbezirk Hannover. 1979 wurde er zum neu entstandenen Institut für Denkmalpflege beim Niedersächsischen Landesverwaltungsamt in Hannover versetzt. 1989 ging Erhard Cosack an seine ursprüngliche Dienststelle zurück, die inzwischen in die Bezirksregierung Hannover eingegliedert worden war. Nach der Auflösung der Bezirksregierungen in Niedersachsen Ende 2004 gehörte er ab dem Jahr 2005 dem Niedersächsischen Landesamt für Denkmalpflege (NLD) an. Im Jahr 2006 trat Cosack in den Ruhestand ein. Seine Funktion beim NLD als Bezirksarchäologe für den früheren Regierungsbezirk Hannover hatte ab 2013 der Archäologe Friedrich-Wilhelm Wulf inne.
In seiner 34-jährigen Tätigkeit als Archäologe leitete Erhard Cosack zahlreiche Ausgrabungen. Hervorzuheben sind Untersuchungen des Gräberfeldes Wangelister Feld in Hameln, die mehrjährigen Ausgrabungen einer Siedlung aus dem 3.–5. Jahrhundert in Bavenstedt und Ausgrabungen auf dem Kronsberg in Hannover vor Beginn der Expo 2000. Über seine Grabungen und Forschungen, die die gesamte Bandbreite der Archäologie umfassen, berichtete er in zahlreichen Veröffentlichungen. Sein inhaltlicher Schwerpunkt war die Sachsenforschung. Krönender Abschluss seiner Berufslaufbahn waren die Ausgrabungen des altsächsischen Gräberfeldes auf dem „Heidenkirchhof“ in Sarstedt, bei denen reich ausgestattete Gräber von Reiterkriegern mit Pferden aus dem 8. Jahrhundert gefunden wurden.
2022 starb Cosack nach einer Lungenentzündung.

## Schriften und Beiträge (Auswahl)
- Eine Fundstelle des Hamburgium bei Uetze, Kr. Burgdorf. In: Neue Ausgrabungen und Forschungen in Niedersachsen 6, 1970, S. 1–5.
- Ein Gießerfund der Älteren Römischen Kaiserzeit. In: Die Kunde NF 22, 1971, S. 125–128.
- Die Fibeln der älteren römischen Kaiserzeit in der Germania libera. (Dänemark, DDR, BRD, Niederlande, CSSR). Eine technologisch-archäologische Analyse. Band 1: Armbrustfibeln, Rollenkappenfibeln, Augenfibeln (= Göttinger Schriften zur Vor- und Frühgeschichte. 19). Wachholtz, Neumünster 1979, ISBN 3-529-01519-9 (Zugleich: Hannover, Technische Universität, Dissertation, 1972).
- Technologisch-archäologische Untersuchungen an einem vorgeschichtlichen Metallfund aus Liebenau, Kr. Nienburg. In: Die Kunde NF 23, 1972, S. 89–93.
- 24. Symposium der Arbeitsgemeinschaft für Sachsenforschung in London von 10. bis 15. September 1973. In: Die Kunde NF. 24, 1973, S. 201–205.
- Ein norisch-pannonischer Schnallentyp der Älteren Kaiserzeit aus Sottorf, Kr. Harburg. In: Nachrichten aus Niedersachsens Urgeschichte 43, 1974, S. 47–51.
- Technologische Untersuchungen an böhmischen Augenfibeln. In: Zeitschrift für Ostforschung. Länder und Völker im östlichen Mitteleuropa 24, 1975, Heft 3, S. 402–409.
- Technologische Untersuchungen an Fibeln der Älteren Römischen Kaiserzeit im Freien Germanien. In: Nachrichten aus Niedersachsens Urgeschichte 44, 1975, S. 155–176.
- Neue Befunde zu den Brandbestattungen auf dem Gräberfeld von Liebeneu, Kr. Nienburg (Weser). In: Nachrichten aus Niedersachsens Urgeschichte 44, 1975, S. 77–198.
- Zur spätlatènezeitlichen Schwertscheide von Zemplin, Bez. Trebisov (Slowakei). Symposium. Ausklang der Latène – Zivilisation und Anfänge der germanischen Besiedlung im mittleren Donaugebiet. Bratislava 1976, S. 41–46.
- Das Kriegergrab von Hankenbostel aus der Älteren Römischen Kaiserzeit. In: Studien zur Sachsenforschung 1977, S. 35–47.
- Zur archäologischen Denkmalpflege im Regierungsbezirk Hannover. In: Nachrichten aus Niedersachsens Urgeschichte 46, 1977, S. 427–431.
- Die Fibeln der Älteren Römischen Kaiserzeit in der Germania libera (Dänemark, DDR, BRD, Niederlande, CSSR). Eine technologisch-archäologische Analyse. Teil I. Armbrustfibeln, Rollenkappenfibeln, Augenfibeln. Neumünster 1979.
- Das sächsische Gräberfeld bei Liebenau, Kr. Nienburg (Weser). In: Germanische Denkmäler der Völkerwanderungszeit. Serie A, 15. Band 1. Mann, Berlin 1982, ISBN 3-7861-1297-5.
- Die Umsetzung eines Großsteingrabes in der Samtgemeinde Barnstorf. In: Berichte zur Denkmalpflege in Niedersachsen Heft 1, 1985, S. 33–34.
- Die „Burg“, eine Wallanlage bei Deblinghausen, Flecken Steyerberg, Ldkr. Nienburg. In: Nachrichten aus Niedersachsens Urgeschichte 54, 1985, S. 265–270.
- Eine Gräberfeld der Jüngeren Bronze- und Älteren Eisenzeit an einem zerstörten neolithischen Kollektivgrab im „Wangelister Feld“, Stadt Hameln. In: Neue Ausgrabungen und Forschungen in Niedersachsen 17, 1986, S. 107–156.
- Archäologische Denkmalpflege und Bundesbahnschnelltrasse Hannover-Würzburg. In: Berichte zur Denkmapflege in Niedersachsen 3/1988, S. 115–17.
- Ein Hortfund der jüngeren Bronzezeit bei Bodenwerder, Ldkr. Holzminden. In: Nachrichten aus Niedersachsens Urgeschichte 62, 1993, S. 327–328.
- Die „Hünenburg“ bei Rohdental, Ldkr. Hameln-Pyrmont. In: Die Kunde NF. 1995, S. 195–199.
- Eine Entdeckung im Luftbild – die Burgstelle der Edelherren von Diepholz bei Lembruch, Ldkr. Diepholz. In: Nachrichten aus Niedersachsens Urgeschichte 62, 1993, S. 339–347.
- Ein merowingerzeitlicher Modelfund aus einer Siedlungsgrube bei Wetschen, Rheden, Ldkr. Diepholz, in Niedersachsen. In: Studien zur Sachsenforschung 10, 1997, S. 49–65.
- Ein römischer Münzschatz des 2. Jahrhunderts n. Chr. aus Rinteln, Ldkr. Schaumburg, Niedersachsen. In: Studien zur Sachsenforschung 10, 1997, S. 67–100.
- Ein Schiffswrack mit Sandsteinladung in der Weser bei Rohrsen im Landkreis Nienburg. In: Nachrichten aus Niedersachsens Urgeschichte 67, 1998, S. 171–178.
- Ein mittelalterlicher Münzschatz des 14. Jahrhunderts aus dem Klosterforst bei Sorsum, Stadt Hildesheim. In: Die Kunde NF. Band 49, 1998, S. 165–170.
- Neue bronze- und eisenzeitliche Gräberfelder aus dem Regierungsbezirk Hannover (= Materialhefte zur Ur- und Frühgeschichte Niedersachsens. Reihe A, 26). Hahn, Hannover 1998, ISBN 3-7752-5643-1.
- Ein „Dorf“ ist der Expo gewichen. In: Die Kunde NF. Band 51, 2000, S. 127–132.
- Römische Drehmühlen – ein Exportschlager nach Germanien? In: Archäologie in Niedersachsen. Band 5, 2002, S. 21–23.
- Neolithische Funde aus einer wieder entdeckten Höhle im Wesergebirge bei der Paschenburg; Ldkr. Schaumburg. In: Nachrichten aus Niedersachsens Urgeschichte 75, 2006, S. 67–94.
- Spuren eines Heerlagers vor den Toren von Sarstedt, Ldkr. Hildesheim. In: Nachrichten aus Niedersachsens Urgeschichte 75, 2006, S. 241–252.
- Der altsächsische „Heidenkirchhof“ bei Sarstedt, Ldkr. Hildesheim, und die Schlacht am Süntel 782 (= Studien zur Sachsenforschung. 16). Isensee, Oldenburg 2007, ISBN 978-3-89995-487-6.
- Ein spätkaiserzeitlicher Töpferofen mit Drehscheibenware aus dem „Hildesheimischen“ sowie zur Frage der römischen Handwerker. In: Nachrichten aus Niedersachsens Urgeschichte 2007, S. 59–76.
- Latènezeitliche Fundhorizonte auf den Höhen der „Niedersächsischen Mittelgebirge“ und deren Interpretation vor dem historischen Hintergrund ihrer Zeit. In: Jahrbuch RGZM. Jahrgang 54, 2007, S. 297–394.
- Neue Forschungen zu den latènezeitlichen Befestigungsanlagen im ehemaligen Regierungsbezirk Hannover (= Göttinger Schriften zur Vor- und Frühgeschichte. 31). Wachholtz, Neumünster 2008, ISBN 978-3-529-01531-1.
- Das Brotopfer aus dem Ipweger Moor – oder warum die vorgeschichtlichen Wagen nicht abgebrannt sind. In: Archäologisches Korrespondenzblatt 2011.
- Das latène-kaiserzeitliche Scheiterhaufengräberfeld bei Sorsum, Stadt Hildesheim sowie zur Ethnogenese der Cherusker (Schriftenreihe des Landesmuseums für Natur und Mensch. 81). Isensee, Oldenburg 2011, ISBN 978-3-89995-556-9.
- Römische Schleuderbleie in Niedersachsen? In: Archäologie in Niedersachsen, 2011, S. 94–97.
- Waren die Germanen auch mit Holzschwertern in der „Varusschlacht“ bewaffnet? In: Nachrichten aus Niedersachsens Urgeschichte 81, 2012, S. 287–303.
- Ein römischer Reitzaum aus den Leinekiesen bei Brüggen, Ldkr. Hildesheim. Seine Rekonstruktion und historische Zuordnung. In: Nachrichten aus Niedersachsens Urgeschichte 82, 2013, S. 93–106.
- Römische Kavallerie an der Leine. In: Archäologie in Deutschland, 2013.
- Keltische Überfälle in der niedersächsischen Mittelgebirgszone. In: Archäologie in Niedersachsen, Band 17. Oldenburg 2014, S. 51–55.
- Rhein-weser-germanische Scheiterhaufengräber bei Mehle (Lkr. Hildesheim) mit einem römischen Kochtopf der Okkupationszeit und dessen kulturgeschichtlicher Hintergrund. In: Jahrbuch des Römisch-Germanischen Zentralmuseums Mainz, 61. Jahrgang, 2014, S. 137–178.
- In der Falle – archäologische Spuren zur Schlacht am Süntel 782. In: Archäologie in Niedersachsen, Band 18, 2015, S. 117–120.
- Neue Spuren sächsischer Krieger in der Barenburg, bei Eldagsen, Region Hannover, und die Schlacht am Süntel 782 n. Chr. In: Nachrichten aus Niedersachsens Urgeschichte, Band 87, 2017, S. 233–246.